# Weeekly
Le Weeekly (위클리?) sono un girl group sudcoreano che ha debuttato il 30 giugno 2020 con l'EP We Are sotto la IST Entertainment. Il gruppo è il secondo girl group della IST Entertainment (precedentemente nota come Play M), a nove anni di distanza dal debutto delle Apink.

## Formazione
Attuali
- Lee Soo-jin (이수진) – leader
- Monday (먼데이)
- Park So-eun (바소은)
- Lee Jae-hee (이재희)
- Jihan (지한)
- Zoa (조아)

Membri precedenti
- Shin Ji-yoon (신지윤; 2020-2022)

## Discografia

### EP
- 2020 – We Are
- 2020 – We Can
- 2021 – We Play
- 2021 – Play Game: Holiday
- 2023 – ColoRise

### Singoli
- 2020 – Tag Me (@Me)
- 2020 – Zig Zag
- 2021 – After School
- 2021 – Holiday Party
- 2022 – Ven Para
- 2022 – Love
- 2022 – Airplane Mode
- 2022 – Happy Christmas
- 2023 – Good Day (Special Daileee)
- 2023 – Vroom Vroom

## Videografia
- 2020 – Tag Me (@Me)
- 2020 – Zig Zag
- 2021 – After School
- 2021 – 7days Tension
- 2021 – Holiday Party
- 2021 – Check It Out
- 2022 – Ven Para
- 2022 – Top Secret
- 2022 – Love
- 2022 – Happy Christmas
- 2023 – Good Day (Special Daileee)
- 2023 – Vroom Vroom
- 2023 – Backwards (Performance video)
- 2023 – A+ (Performance video)
- 2023 – Sweet Dream (Performance video)

## Riconoscimenti
Asia Model Awards
- 2020 – New Star Award - Female Group

Brand of the Year Awards
- 2020 – Best Rookie Female Idol Award[5]

Korea First Brand Awards
- 2021 – Rookie Female Idol Award[6]

Melon Music Awards
- 2020 – New Artist of the Year (Female)[7]

Mnet Asian Music Awards
- 2020 – Best New Female Artist[8]

The Fact Music Awards
- 2020 – Next Leader Award